# Tatort: Schlüssel zum Mord
Schlüssel zum Mord ist ein Fernsehfilm aus der Kriminalreihe Tatort der ARD und des ORF. Der Film wurde vom SFB produziert und am 10. August 1997 erstmals ausgestrahlt. Es handelt sich um den sechsten Fall des Ermittler-Duos Roiter und Zorowski und die 367. Tatort-Folge. Roiter und Zorowski müssen den nächtlichen Mord an einem Wachmann auf einer Großbaustelle sowie die Identität einer Wasserleiche aus dem Wannsee klären.

## Handlung
Roiter und Zorowski sind zum Ufer des Wannsees gerufen worden und sind bei der Bergung einer im See gefundenen Leiche zugegen. Als der Fund der Leiche in den Medien publiziert wird, wird der Wachmann Heinz Bachmann nervös, er telefoniert mit einem Unbekannten und teilt diesem mit, dass er sich absetzen möchte und verlangt Geld. Abends trifft er sich mit der unbekannten Person auf der Großbaustelle, auf der er Wachdienst schiebt, statt ihm die geforderten DM 250.000,- zu übergeben, erschießt der Unbekannte Bachmann. Am nächsten Morgen werden Roiter und Zorowski zum Tatort gerufen. Bachmann war eine Art Vorgesetzter für die übrigen Wachleute und auf der Baustelle allgemein verhasst. Rainer Toplitz, der Chef der Sicherheitsfirma, kann den Toten identifizieren, er gibt an, dass Bachmann ein zuverlässiger Mitarbeiter war, durch die Tätigkeit würde man sich natürlich Feinde auf der Baustelle machen. Zorowski findet heraus, dass drei illegale rumänische Arbeiter auf der Baustelle vermisst werden, nach Aussagen der Kollegen ist es wahrscheinlich, dass Bachmann sie erpresst hat. In der Wohnung Bachmanns, der früher Polizist war, finden die Beamten teure Elektronikgegenstände und Nachweise für seine Erpressungen. Von einem Nachbarn erhalten sie Hinweise darauf, dass nach seinem Tod jemand Bachmanns Wohnung durchsucht haben muss, zudem hatte er regelmäßigen Kontakt mit einer Prostituierten namens Chantal, deren Kontaktdaten die Beamten in der Wohnung finden.
Berk, der Vorsitzende des Interessenverbandes der Berliner Wachschutzunternehmen, spricht bei Toplitz vor und ermahnt diesen, dem Image der Branche nicht weiter zu schaden. Roiter sucht derweil Chantal auf, auf die Nachricht des Todes Heinz Bachmanns reagiert sie geschockt. Sie gibt an, dass Bachmann ein Kunde von ihr gewesen sei, woher er das viele Geld habe, wisse sie nicht. Toplitz verbrennt derweil eine Akte, die er nach Bachmanns Tod aus dessen Wohnung gestohlen hatte und verbrennt diese, da er mit den Unterlagen von Bachmann ebenfalls erpresst wurde. Am nächsten Morgen erfährt Roiter, dass Bachmann wegen Korruptions- und Erpressungsverdacht aus dem Polizeidienst ausgeschieden ist. Roiter und Zorowski suchen Toplitz auf, dieser geht den Beamten gegenüber davon aus, dass die verschwundenen rumänischen Arbeiter Bachmann wegen dessen Erpressungen getötet haben, von Bachmanns Vorleben wisse er nichts. Toplitz wird von Berk abgehört, der bei Roiters Vorgesetzten sogleich Erkundigen über diesen einholt. Zorowski erfährt, dass ein Motorradschlüssel im Magen der Wannseeleiche gefunden wurde. Bachmann hatte kurz vor seinem Tod Unterlagen bei Chantal deponiert, nach Durchsicht selbiger ruft sie bei Toplitz an und bietet diesem die Akte gegen Zahlung von DM 100.000, es geht um einen Martin Rauch, Toplitz willigt, ohne zu zögern, ein. Kurz darauf taucht Berk, der das Telefonat mitgehört hat, bei Chantal auf und bietet ihr an, ihr die Unterlagen für DM 150.000 abzukaufen, Chantal lässt sich auf das Geschäft ein. Berk rät ihr anschließend, vorübergehend aus Berlin zu verschwinden.
Roiter erfährt von einem Ex-Kollegen im Wachdienst, dass Toplitz eine zwielichtige Vergangenheit hat und Berk deshalb ein Auge auf ihn hat. Am nächsten Morgen trifft Roiter Chantal bei ihren Reisevorbereitungen an, er befragt sie nach Toplitz, sie gibt sich darüber und über dessen Vergangenheit ahnungslos. Von seinen Kollegen von der Schwarzarbeit erfährt er, dass sein Vorgesetzter Huber deren Ermittlungen unterbindet. Huber steht offensichtlich unter dem Einfluss Berks, der Menschenhändler für den Mord an Bachmann verantwortlich macht. Roiter trifft auf Tanja, Toplitz‘ Adoptivtochter. Roiter hat ermittelt, dass ihr leiblicher Vater Martin Rauch hieß, Tanja erzählt ihm, dass dieser die Familie verlassen und Toplitz sich um sie und ihre Mutter gekümmert habe. Bachmann habe sie nicht gemocht, weil dieser sie immer wieder auf ihren leiblichen Vater angesprochen und Andeutungen gemacht hätte. Berk ist derweil über durch das Abhören von Toplitz‘ Haus über Roiters Ermittlungsstand informiert und lässt ihn und Zorowski überwachen. Roiter denkt mit Zorowski darüber nach, warum der Mann aus dem Wannsee einen Motorradschlüssel verschluckt hat. Er stellt die Hypothese auf, dass dieser ahnte, ermordet zu werden und einen Hinweis auf seinen Mörder geben wollte. Am nächsten Morgen erfährt Roiter, dass Bergmann hinter Martin Rauch her war, bevor er in Frankfurt bei der Polizei hinausgeworfen wurde. Rauch war Drogendealer und belieferte auch Rockstars, Toplitz arbeitete in dieser Zeit als Bodyguard für ebendiese Stars. Zorowski hat herausgefunden, dass Toplitz in dieser Zeit, in der auch der Mann aus dem Wannsee getötet worden sein muss, eine Maschine fuhr, zu der der Schlüssel aus dem Magen passen könnte. Die beiden Beamten vermuten, dass der Tote Martin Rauch ist. Bachmann hat einen Großteil der Beweise unterschlagen, um Toplitz zu erpressen.
Da Roiter bis dato nichts Handfestes gegen Toplitz hat, ersucht er bei seinem Kollegen von der SoKo Schwarzarbeit Amtshilfe. Dieser ordnet auf Roiters Geheiß eine Razzia auf der Baustelle an, während dieser taucht der alarmierte Berk dort auf. Roiter erzählt ihm, dass er von der Schuld Rainer Toplitz‘ überzeugt ist und ihn überführen will, Berk hat kein Interesse daran, dass die Angelegenheit ans Licht kommt. Aufgrund von Roiters Entschiedenheit gibt er aber schließlich nach und akzeptiert seine Ermittlungen. Schließlich spielt er ihm anonym die von Chantal gekauften Unterlagen zu, so dass Roiter endlich seine Beweise in der Hand hält. Er muss allerdings aufgrund seiner vorhergehenden Alleingänge erst den Haftbefehl abwarten. Toplitz weiß, dass er verhaftet werden wird und vertraut sich Berk an. Er erzählt, dass Rauch durchgedreht sei, als er mitbekam, dass Toplitz dessen Frau und Tochter zu sich nehmen wollte. Daher hätte er ihn bei einer Schlägerei umgebracht, Bachmann hat er wiederum getötet, weil dieser zu viel Geld für sein Wissen forderte. Bachmann war offenbar in Panik geraten, weil er den Mord an Rauch gedeckt hatte und es ihm nach der unerwarteten Entdeckung der Leiche zu heiß wurde. Als Roiter endlich auf dem Weg zu Toplitz‘ Haus ist, hat dieser sich aufgrund eines Deals – Berk sorgt für Toplitz‘ Familie, wenn Toplitz sich umbringt, um negative Schlagzeilen für die Branche zu vermeiden – gerade erschossen. Allerdings finden die Beamten Berks Abhörgeräte in Toplitz‘ Haus, so dass sie einen Ansatz für Ermittlungen gegen diesen haben.

## Produktion
Der Tatort Schlüssel zum Mord ist eine Produktion im Auftrag des SFB für Das Erste. Der Film wurde in Berlin gedreht. Bei seiner Erstausstrahlung am 10. August 1997 hatte Schlüssel zum Mord 4,45 Millionen Zuschauer, was einem Marktanteil von 18,06 % entspricht.
Die zwölf Filme des SFB mit Winfried Glatzeder wurden nicht auf herkömmlichen Filmmaterial aufgezeichnet, sondern mit Hilfe von Betacam-Videokameras, was eine Videoclip-Ästhetik der Filme zur Folge hatte, die vielfach kritisiert wurde. Auch der 1995 vom SFB produzierte Polizeiruf 110: Sieben Tage Freiheit wurde in diesem Format aufgezeichnet und ebenfalls kritisiert.

## Kritik
TV Spielfilm schrieb, der „Kommissar […] rätselt und rätselt und rätselt… Und wir schalten bei diesem umständlichen Krimipuzzle einfach ab“ und beurteilte den Film negativ als „so aufregend wie eine Dosis Baldrian“.